# アルビン3 シマリスたちの大冒険
『アルビン3 シマリスたちの大冒険』（アルビン3 シマリスたちのだいぼうけん、原題：Alvin and the Chipmunks: Chipwrecked）は、2011年12月16日にアメリカ合衆国より公開されたコメディ映画。『アルビン』シリーズの第3作目である。
日本では劇場未公開。2012年8月3日に20世紀フォックス・ホーム・エンターテイメント・ジャパンよりDVD特別編（FXBA-51591）が発売されている。

## ストーリー
デイブと歌って踊れる6匹のリスたちは、国際音楽賞でパフォーマンスを披露するついでに、休暇で豪華客船で家族旅行することになる。案の定アルビンは、船内ではしゃぎ過ぎて騒ぎばかり起こすせいで、アルビン以外のリスたちもキャビンから外出禁止の罰を受けてしまう。ブリタニーは憤慨し、アルビンはデイブに「子供扱いはやめてくれ」と食ってかかる始末だった。　
サイモンはデイブに「アルビンは確かに無責任なやつだが、暴走するのは厳しすぎのデイブ側にも問題があって、子供はほんの少し信用してやれば驚くほど成長する」とアルビンの操縦法を極秘に伝授したが、デイブはその意味が良く分からず、外出禁止が解けたと誤解してカジノに遊びに行っただけのアルビンや止めようとしただけだったサイモンの説明を聞かずに、頭ごなしに叱っただけだった。
翌日デイブは、デイブが決めたゲームで遊ぶだけという条件でリスたちを部屋から解放したが、シャッフルボードはリスたちには退屈過ぎ、ブリタニーがアルビンを責めたせいで、アルビンが勝手に凧揚げを始めてしまい、強風で全員船外に飛ばされ、島に漂着してサバイバルする事態になってしまう。
ブリタニーはアルビンのせいだと激怒し、アルビンもさすがに無責任ではいられなくなり、浜辺にSOSを表示して超楽観的な話で皆を励まし、薪を集めて火を起こす頑張りを見せたが、それからどうしたらいいのかと年下のエレノアに問われて、アルビンは困り果てて「クンバヤ(ゴスペル)」（神頼みの歌）を歌いはじめる。
しかし事態は好転せず、頑張って起こした焚き火は幼いセオドアに消されてしまい、アルビンが用意した朝食はまずくて食えないと却下され、森で見つけたマンゴーの実は奪い合いに発展した。そんなときにトレジャーハンターのゾーイと遭遇して合流したが、ゾーイはサバイバルの邪魔でしかなく、エレノアは事故で足を怪我し、ブリタニーも我がままばかりで、頼みのサイモンが毒グモにかまれて、フランスかぶれの女たらしの無謀な行為を繰り返す性格に豹変して役に立たなくなり、サイモンがジャネットを誘惑するせいでのぼせて、役に立たなくなってしまう。
誰も当てにできなくなったアルビンは仕方なく独りで材料を集めて小屋作りを始めた。見かねたブリタニーが、「あんたが真面目キャラになるなら、私もセレブ気取りはやめて手伝う」と申し出たものの、アルビンは、「君が何かを手伝えるの？」と失言したせいで共同作業のチャンスを失うはめになる。
アルビンは一人で小さな小屋を完成させたが、負けず嫌いなブリタニーは、数倍立派で美しい小屋を完成させて、アルビンを驚かせる。アルビンはブリタニーが本気になれば敵わない能力があることを認め、ついに弱音をはいた。
「デイブはもう来ないだろう。トラブルメーカーの自分が嫌になって探さないからだ、豹変したサイモンに自分がうんざりしたことで、自分がデイブに何をしてきたかやっと理解できた」と本音を語るアルビンに、ブリタニーは「たとえあなたが嫌われても、デイブはサイモンやセオドアたちは見捨てないから大丈夫」と辛らつな言葉で励ました。
一方、デイブはアルビンたちを追って同船していたイアンと共に船外に落ちて、同じ島に漂着してアルビンたちを探しまわっていた。
その時島の火山が噴火を始めたことで、アルビンとブリタニーで仲間の結束を取り戻すことに成功し、アルビンの指揮で筏を作って島を脱出する計画が始まった。
その真っ最中に、デイブが救助にやってくる。アルビンを除く全員がデイブに甘えたが、アルビンだけは自分のしでかしたトラブルの大きさにしょげてしまい甘えることが出来なかった。デイブが声をかけると、アルビンは自分は悪い子だから、きっと探してくれていないと思っていたと言いだした。しかしデイブは、確かにお前は頭痛の種だが、そんなことはおいといて、お前を探しまわったし、実際おまえを探し当てたじゃないかと慰めた。　そしてアルビンがデイブにこれからどう脱出するか尋ねたとき、デイブはお前が決めたらいいよとリーダーの座を譲ってやった。

## キャスト
役名：俳優（ソフト版吹き替え）アルビンなどのキャラクターは話し声と歌声はそれぞれ別々のキャストがしている。
- デヴィッド・セビリア（デイブ） - ジェイソン・リー（藤原啓治）
- イアン・ホーク - デヴィッド・クロス（多田野曜平）
- アルビンの声 - ジャスティン・ロング（川中子雅人）
- サイモンの声 - マシュー・グレイ・ギュブラー（成瀬誠）
- セオドアの声 - ジェシー・マッカートニー（林勇）
- ブリタニーの声 - クリスティナ・アップルゲイト（田村真紀）
- ジャネットの声 - アンナ・ファリス（本田貴子）
- エレノアの声 - エイミー・ポーラー（かないみか）

## スタッフ
- 監督：マイク・ミッチェル
- 製作：ロス・バグダサリアン・Jr、ジャニス・カーマン
- 製作総指揮：ニール・A・マクリス、スティーヴ・ウォーターマン
- キャラクター創造：ロス・バグダサリアン、ジャニス・カーマン
- 脚本：ジョナサン・エイベル、グレン・バーガー
- 撮影：トーマス・アッカーマン
- プロダクションデザイン：リチャード・ホランド
- 衣装デザイン：アレクサンドラ・ウェルカー
- 編集：ピーター・アムンドソン
- 音楽：マーク・マザースボウ

### 日本語版制作スタッフ
- 演出：中野洋志
- 字幕翻訳：栗原とみ子
- 吹替翻訳：徐賀世子
- 調整：武田将仁
- 制作：ACクリエイト